# The Disney Family Singalong
The Disney Family Singalong es un especial de televisión, que se estrenó en ABC el 16 de abril de 2020 durante la pandemia de COVID-19 en Estados Unidos. El programa, que fue presentado por Ryan Seacrest, cuenta con apariciones de algunas canciones de películas Disney, protagonizadas por cantantes desde sus propias casas, mientras que la audiencia canta siguiendo la letra de las canciones. También cuenta con una aparición grupal del elenco de la película original de Disney Channel de 2006 High School Musical.
El 29 de abril de 2020, ABC anunció que transmitiría una segunda versión del especial, llamado The Disney Family Singalong: Volume II el 10 de mayo, presentado otra vez por Ryan Seacrest.

## Presentaciones
Presentaciones y canciones realizadas en The Disney Family Singalong
| Artista(s) | Canción(es)                              | Película             |
| --- | ---------------------------------------- | -------------------- |
| Derek Hough Hayley Erbert Julianne Hough | "Be Our Guest"                           | La Bella y la Bestia |
| Josh Groban y amigos | "You've Got a Friend in Me"              | Toy Story            |
| Little Big Town y sus respectivos niños | "A Spoonful of Sugar"                    | Mary Poppins         |
| Auliʻi Cravalho | "How Far I'll Go"                        | Moana                |
| Beyoncé | "When You Wish Upon a Star"              | Pinocho              |
| Amber Riley | "Let It Go"                              | Frozen               |
| Darren Criss | "I Wan'na Be like You (The Monkey Song)" | El Libro de la Selva |
| James Monroe Iglehart El elenco de Aladdin | "Friend Like Me"                         | Aladdin              |
| Ariana Grande | "I Won't Say (I'm in Love)"              | Hércules             |
| Bobby Bones Carrie Ann Inaba Erin Andrews Marcus Scribner | "The Bare Necessities"                   | El Libro de la Selva |
| Josh Gad Luke Evans Alan Menken | "Gaston"                                 | La Bella y la Bestia |
| Donny Osmond y sus nietos | "I'll Make a Man Out of You"             | Mulan                |
| Christina Aguilera | "Can You Feel the Love Tonight"          | El Rey León          |
| Jordan Fisher y amigos | "Under the Sea                           | La Sirenita          |
| Tori Kelly | "Colors of the Wind"                     | Pocahontas           |
| John Stamos Caitlin McHugh Billy Stamos y amigos | "It's a Small World"                     | —                    |
| Thomas Rhett | "Do You Want to Build a Snowman?"        | Frozen               |
| Kenny Ortega El elenco de High School Musical Vanessa Hudgens Ashley Tisdale Monique Coleman Lucas Grabeel Corbin Bleu Kaycee Stroh El elenco de Descendientes Sofia Carson Dove Cameron Sarah Jeffery Booboo Stewart El elenco de Zombies Milo Manheim Meg Donnelly El elenco de High School Musical: The Musical: The Series Olivia Rodrigo Joshua Bassett Matt Cornett Sofia Wylie Larry Saperstein Julia Lester Dara Reneé Frankie Rodriguez Joe Serafini | "We're All in This Together"             | High School Musical  |
| Michael Bublé Demi Lovato | "A Dream Is a Wish Your Heart Makes"     | La Cenicienta        |

## Apariciones
- Kristin Chenoweth
- Chris Harrison
- AJ Michalka
- Eric Stonestreet
- Nathan Fillion
- Jaina Lee Ortiz
- Anthony Anderson
- Wendi McLendon-Covey
- Cobie Smulders
- Jimmy Kimmel
- Freddie Highmore
- Lionel Richie
- Robin Roberts
- Taran Killam
- Elle Fanning (presentando a Ariana Grande)
- Tracee Ellis Ross (presentando a Christina Aguilera)
- Zac Efron (presentando a Kenny Ortega y a los elencos de High School Musical, Descendientes, Zombies (película), y High School Musical: The Musical: The Series)
- Elizabeth Olsen
- Sebastian Stan
- Jeff Goldblum
- Paul Bettany
- Anthony Mackie
- Emily VanCamp
- Don Cheadle
- Raven-Symoné
- Charli D'Amelio

## Transmisión
El especial, que fue transmitido el 16 de abril de 2020 en ABC, recibió 10.3 millones de espectadores durante su transmisión. Obtuvo un puntaje de 2.6 en el rating de rango demográfico entre personas de 18-49 años, rompiendo el récord de su competidor, Young Sheldon como el show más visto en las noches en este rango demográfico.
El especial también se transmitió en Disney Channel el 24 de abril de 2020 a las 8 p. m., seguido de la versión singalong de la película original de Disney Channel, High School Musical. La transmisión tuvo 515,000 de espectadores totales.
En Latinoamérica se transmitió en Disney Channel (Latinoamérica) el 17 de mayo de 2020.
Desde el 21 de abril de 2020, el especial está disponible en streaming por Disney+ en los países disponibles.